# Мориока
Морио́ка (яп. 盛岡市, Мориока-си) — центральный город и административный центр японской префектуры Иватэ, самой большой из шести префектур региона Тохоку. Площадь города составляет 886,47 км², население — 300 064 человека (1 августа 2014), плотность населения — 338,49 чел./км².
Мориока была основана в 1597 году Нобунао, 26-м правителем рода Намбу и являлась городом-крепостью.
Мориока стал административным центром префектуры Иватэ 1 апреля 1889 года.

## Географическое положение
Мориока стоит на реке Китаками, у её слияния с Сидзукуиси и Накацу. Самая крупная река, Китаками, протекает по городу в направлении с севера на юг. К северо-западу от города расположен действующий вулкан Иватэ (высота 2038 метров).

## Климат
| Показатель                            | Янв. | Фев. | Март | Апр. | Май  | Июнь  | Июль  | Авг.  | Сен.  | Окт.  | Нояб. | Дек. | Год    |
| ------------------------------------- | ---- | ---- | ---- | ---- | ---- | ----- | ----- | ----- | ----- | ----- | ----- | ---- | ------ |
| Средний максимум, °C                  | 1,5  | 2,4  | 6,4  | 14,0 | 19,8 | 23,2  | 26,5  | 28,1  | 23,4  | 17,5  | 10,7  | 4,3  | 14,8   |
| Средний минимум, °C                   | −6,6 | −6,1 | −2,8 | 2,5  | 7,9  | 13,3  | 18,0  | 19,2  | 14,0  | 6,7   | 1,1   | −3,3 | 5,3    |
| Норма осадков, мм                     | 57,5 | 53,0 | 79,8 | 92,7 | 94,1 | 110,1 | 170,7 | 168,6 | 161,8 | 101,0 | 90,3  | 72,9 | 1252,5 |
| Источник: Japan Meteorological Agency |      |      |      |      |      |       |       |       |       |       |       |      |        |

## Образование
В городе расположен Университет Ивате.

## Транспорт
До 2002 года железнодорожный вокзал Мориока являлся северной конечной станцией следования скоростного экспресса «Тохоку Синкансэн». В 2002 году линия была продлена до станции Хатинохэ, но вокзал не утратил своего значения. В 2016 году он был продлён до станции Син-Хакодате-Хокуто.

## Достопримечательности и культура
К достопримечательностям города Мориока относится вишнёвое дерево, выросшее в расщелине гранитного валуна. Дереву около 300—400 лет, и оно растет перед зданием суда. В 1923 году дерево было объявлено национальным достоянием Японии.
В сооруженном на нынешнем месте в 1601 году храме Хоон-дзи находятся покрытые лаком статуи 500 архатов. Примечательно, что среди них есть статуи Марко Поло и монгольского хана Хубилая. Сейчас в храме находится монастырская школа дзэн-буддизма.
На территории храма Мицуиси (яп. 三石, храм трёх скал) возвышаются три больших скалы, символизирующих легенду о происхождении названия префектуры Иватэ. По легенде когда-то здесь жил дьявол, мучивший местных жителей. Отчаявшись, люди обратились с мольбами о помощи к духам Мицуиси, и дьявол тут же был прикован к скалам и дал обещание никогда больше не беспокоить окрестное население. В доказательство своей клятвы дьявол приложил руку к одной из скал, оставив на ней отпечаток, что дало позже название префектуры Иватэ (яп. 岩手, рука на скале).
Здание банка Иватэ с фасадом из красного кирпича и белого гранита является образцом архитектуры периода Мэйдзи. Оно было построено в центре города в 1911 году.
Строительство замка Мориока было начато Намбу Нобунао в 1597 году и продолжалось до 1633 года. Во время Реставрации Мэйдзи он был разрушен и сейчас от него сохранились лишь каменные стены и рвы. В настоящее время здесь находится парк Иватэ с памятником поэту Такубоку Исикава.
В музее Хасимото собраны картины художника Хасимото Яодзи (1903—1979), а также произведения из керамики и металла.
Пользуется популярностью художественный музей города Мориока, в котором представлены работы трех местных мастеров живописи, а также проводятся выставки на национальные и международные темы.
Рядом с домом, где родился Хара Такаси, первый гражданский премьер-министр Японии (1918—1921), находится дом-музей новейшей истории Японии с экспонатами, принадлежавшими политику.
Город Мориока известен в Японии благодаря «намбу тэцубин» (железным чайникам и другим изделиям из железа), выточенным из дерева куклам и керамике.
Во вторую субботу июня проводится праздник в честь окончания сева риса, сопровождающийся зрелищным конным парадом "тягу-тягу умакко".
В Мориоке базируется школа одного из старейших боевых искусств Японии — явара. Школа существовала уже в VII веке. Руководителем школы является учитель в 68 поколении господин Такахаси.
В 1993 году на горнолыжной базе Сидзукуиси в городе Мориоке проводился Чемпионат мира по горнолыжному спорту.

## Кухня
Мориока известна своими блюдами из лапши (дзядзямэном, рэймэном (яп. 冷麺 рэймэн), ванко-собой), пивом.

## Города-побратимы
- Виктория, Канада с 1985 года[источник не указан 2014 дней].